# Орнитоз
Орнито́з, пситтако́з (от лат. psittacus — «попугай»), попугайная болезнь — острое инфекционное заболевание, характеризуется лихорадкой, общей интоксикацией, поражением лёгких, центральной нервной системы, увеличением печени и селезёнки.
Возбудителем заболевания является бактерия Chlamydophila psittaci из числа хламидий, в организме человека развивается внутриклеточно, во внешней среде сохраняется до 2—3 недель.
Резервуаром возбудителя и источником заражения являются домашние и дикие птицы. Наибольшее эпидемиологическое значение имеют домашние птицы — особенно утки и индюшки; комнатные птицы — попугаи, волнистые попугайчики, канарейки; городские голуби.
Наиболее подвержены заболеванию лица, постоянно контактирующие с птицами: работники птицефабрик, мясокомбинатов, фермеры и др. При бытовом инфицировании в основном наблюдаются единичные заболевания, но могут быть и семейные вспышки (чаще через 1—2 недели после приобретения инфицированных птиц). Заболевание чаще встречается в холодное время года.
Заражение в большинстве случаев происходит аэрогенным (воздушно-пылевым) путём — при вдыхании пыли, содержащей хламидии (высохшие частички испражнений птиц, а также выделения из клюва, загрязнённые частицы пуха). Больные орнитозом не представляют опасности для окружающих.
Инфекция проникает в организм через слизистую оболочку дыхательных путей. Возбудитель внедряется в мелкие бронхи и бронхиолы, самые мелкие пылевые частицы могут достигать альвеол, вызывая воспалительный процесс. Затем хламидии проникают в клетку, где и начинается их размножение. Они очень быстро поступают в кровь, вызывая симптомы общей интоксикации и поражение различных органов — печени, селезёнки, нервной системы, надпочечников. Интоксикация обусловлена токсическим влиянием самого возбудителя и вырабатываемого им токсина.
Реже воротами инфекции служит слизистая оболочка пищеварительного тракта — тонкого кишечника. В этом случае возбудитель также попадает в кровь, вызывая интоксикацию и поражая ряд органов и систем, но пневмонии при этом не бывает.
Иммунитет после перенесённой острой инфекции кратковременный и нестойкий, могут быть случаи повторных заболеваний.

## Симптомы и течение
Инкубационный период колеблется от 6 до 17 дней (чаще 8—12 дней). Различают острое и хроническое течение орнитоза. В свою очередь острый орнитоз может протекать в типичной (пневмония) форме и атипичных (менингопневмония, орнитозный менингит, орнитоз без поражения лёгких). К редким атипичным формам можно отнести орнитозный гепатит, орнитозный эндокардит.
Хроническая форма заболевания может протекать как хроническая орнитозная пневмония и как хронический орнитоз без поражения лёгких.

## Острый орнитоз
Типичная форма орнитоза начинается остро: среди полного здоровья и хорошего самочувствия быстро, с ознобом, повышается температура тела (выше 39 градусов). С первых часов болезни появляются общая слабость, разбитость, сильная головная боль, боль в мышцах спины и конечностей. Аппетит понижен почти у всех больных. В первые дни болезни практически не бывает насморка, заложенности носа, сухости и першения в горле, покраснения зева, а также признаков, указывающих на поражение лёгких и плевры. Печень и селезёнка в первые дни ещё не увеличены.
Примерно на 2—4 день болезни появляются признаки поражения лёгких — сухой кашель, иногда колющая боль в груди, усиливающаяся при дыхании, затем начинает выделяться небольшое количество слизисто-гнойной мокроты, иногда — с примесью крови. Интоксикация и лихорадка удерживаются на том же уровне или несколько возрастают.
В конце первой недели у большинства больных увеличивается печень и селезёнка, при этом желтуха не возникает. Интоксикация наблюдается до 7—10-го дня болезни, затем начинает постепенно уменьшаться. Для данного заболевания характерно, что даже после нормализации температуры тела самочувствие больного ещё долго остаётся плохим. Отмечается слабость, вегетативно-сосудистые расстройства, быстрое утомление даже при небольших физических нагрузках.
При тяжёлых и среднетяжёлых формах орнитоза полное восстановление сил наступает лишь через 2—3 месяца. У некоторых больных заболевание может принять хроническое течение.
Атипичное течение острого орнитоза может проявляться менингеальным синдромом на фоне орнитозной пневмонии — менингопневмония, которая сочетает все признаки пневмонической формы орнитоза с картиной серозного менингита. Заболевание протекает длительно, лихорадка сохраняется до 3—4 недель, стойких изменений в ЦНС не наблюдается.
Орнитозный менингит — одна из атипичных форм острого орнитоза, встречается редко. Начинается остро с повышения температуры тела и появления симптомов интоксикации. В течение ближайших 2—4 суток присоединяются менингеальные симптомы (сильная головная боль, ригидность мышц затылка, положительные симптомы Кернига, Брудзинского и др.). Изменений в лёгких нет.
Орнитоз без поражения легких начинается остро с повышения температуры тела (обычно выше 39 °C) и появления признаков общей интоксикации. Больные жалуются на головную боль, понижение аппетита, задержку стула, иногда ломящие боли во всем теле. К концу первой недели определяется увеличение печени и селезёнки.
Кроме того, острый орнитоз может протекать без каких-либо клинических проявлений в инаппарантной (лат. inapparens) — бессимптомной — форме. Такая форма болезни чаще наблюдается у лиц молодого возраста при хорошей реактивности организма. В этом случае инфекция не получает развития, но иммунитет формируется так же, как и при обычном течении заболевания.

## Хронический орнитоз
Хронические формы развиваются после перенесённого острого орнитоза, чаще при неправильном лечении.
Хроническая орнитозная пневмония сопровождается симптомами бронхита. Температура тела не превышает 38 градусов, при этом сохраняется интоксикация (слабость, быстрая утомляемость). Заболевание может продолжаться 3—5 лет и более.
Хронический орнитоз может протекать и без поражения лёгких. Проявляется в виде длительного повышения температуры тела не выше 38 градусов, симптомов хронической интоксикации, вегетососудистых расстройств, увеличения печени и селезёнки. Может длиться в течение многих лет.

## Осложнения
Наиболее опасными осложнениями являются миокардит (воспаление сердечной мышцы) с развитием острой сердечной недостаточности, тромбофлебиты (образование тромбов в венах) с последующей тромбоэмболией лёгочной артерии, гепатит. При присоединении вторичной инфекции возникает гнойный отит (воспаление уха), невриты.
При возникновении заболевания у беременной женщины внутриутробного инфицирования не происходит, уродства развития не возникают. Тяжёлое течение болезни на ранних сроках беременности может привести к самопроизвольному аборту.

## Диагностика
Распознавание болезни основано на эпидемиологических — контакты с домашними и дикими птицами (охотники), комнатными птицами (особенно волнистыми попугайчиками и попугаями), городскими голубями — и клинических данных.
Для диагностики важно, что у больных с лёгочными формами орнитоза нет признаков поражения верхних дыхательных путей (ринита, фарингита, ларингита и трахеита). Характерно увеличение печени у большинства больных.
Методы лабораторной диагностики: иммуноферментный метод ИФА — выявление хламидий по наличию в крови специфических антител, самый чувствительный метод — идентификация хламидий по специфическому фрагменту молекулы ДНК в мазке (ПЦР, полимеразная цепная реакция).
При постановке диагноза на орнитоз необходимо исключить синусит утят, паратиф, респираторный микоплазмоз и сальмонеллёз птиц.

## Лечение
Назначают антибиотики группы тетрациклина: доксициклин, тетрациклин по 0,3—0,5 г 4 раза в сутки до 4—7-го дня нормальной температуры, при необходимости лечение продолжают до 9—10-го дня нормальной температуры. При непереносимости препаратов группы тетрациклина можно назначать левомицетин и эритромицин, но эффективность их несколько меньше. Пенициллин, стрептомицин и сульфаниламиды (Бисептол) при орнитозе не эффективны. При кашле назначают бронхолитики, ингаляции кислородом, дезинтоксикационная терапия, витамины.

## Профилактика
Борьба с орнитозом среди домашних птиц, регулирование численности голубей, ограничение контакта с ними. На птицефермах и предприятиях, занимающихся переработкой пера и пуха, необходимо проводить санитарно-ветеринарные мероприятия. При ввозе в страну птиц следует применять карантинные меры. Эффективной вакцины для профилактики орнитоза не разработано.

## Известные жертвы заболевания
Олоф Густав Армгарт (1879 — 1930) — шведский фехтовальщик. Участник летних Олимпийских игр 1912 года. Смертельно заразился в ресторане в Копенгагене .